# Ausschreitungen auf dem Opernplatz in Frankfurt am Main am 19. Juli 2020

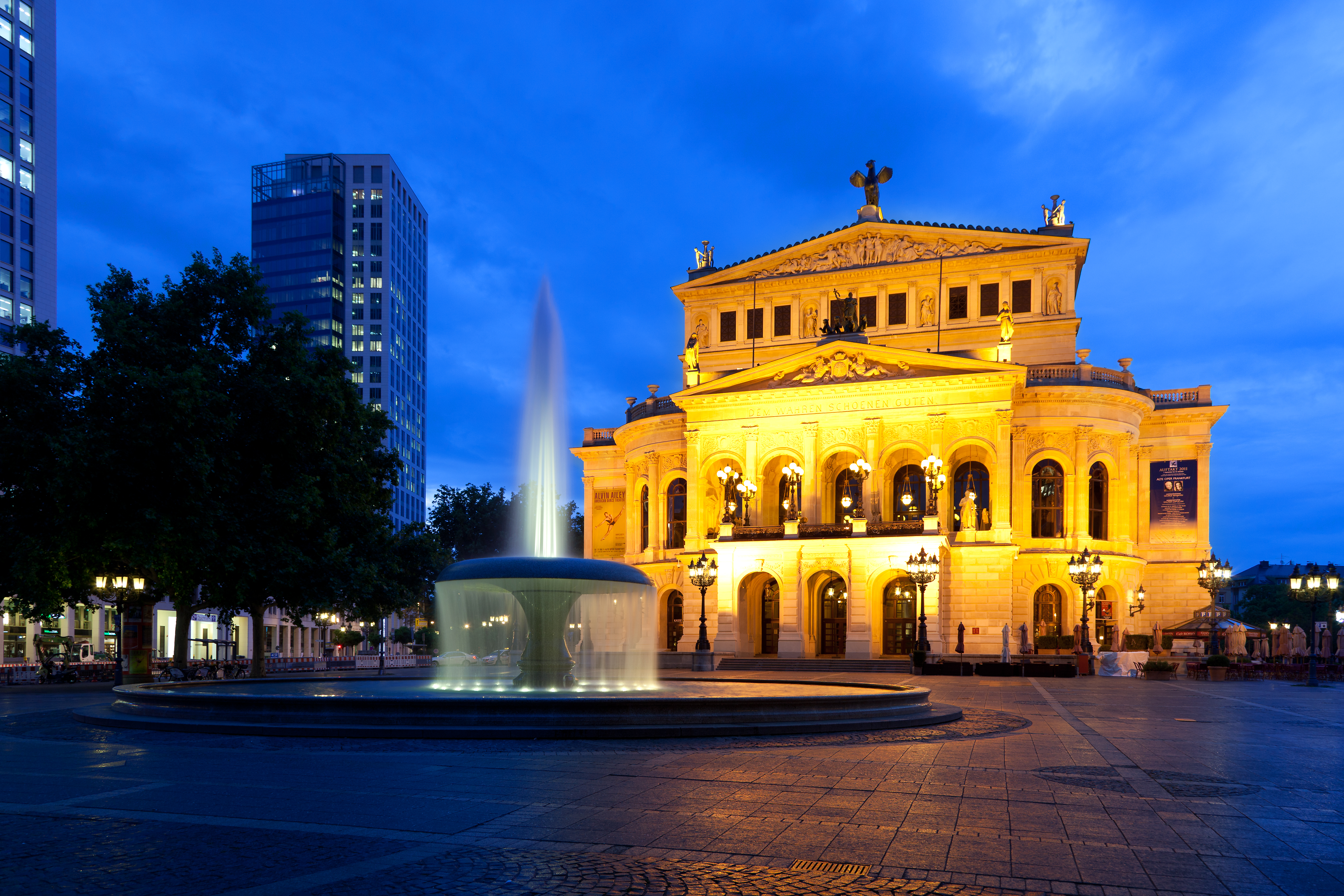
Der Frankfurter Opernplatz am Abend

In der Nacht zum 19. Juli 2020 kam es zu Ausschreitungen auf dem Opernplatz in Frankfurt am Main, die in den Tagen darauf bundesweit Aufmerksamkeit fanden. Daraufhin ordnete die Stadt Frankfurt am Main ein bis zum 6. September befristetes nächtliches Aufenthaltsverbot für einen Teil des Opernplatzes an Wochenenden an.

## Hergang
Gegen 2:30 Uhr morgens kam es am 19. Juli 2020 zu einer Schlägerei zwischen 25 und 30 Personen auf dem Opernplatz. Als Polizisten versuchten, den Streit zu schlichten und sich einem Mann mit einer blutenden Verletzung näherten, wurden sie von mehreren Anwesenden angegriffen. Die etwa „500 bis 800 Anwesenden“ solidarisierten sich mit den Angreifern, bewarfen die Polizei mit Flaschen und klatschten Beifall.
Es kam zu insgesamt 39 Festnahmen. Fünf Polizisten wurden verletzt und mehrere Polizeifahrzeuge beschädigt. Zudem wurde eine am Opernplatz liegende Bushaltestelle schwer beschädigt.

## Tatverdächtige
Die 39 Festgenommenen waren nach Angaben von Polizeipräsident Gerhard Bereswill bis auf eine Frau ausschließlich junge Männer zwischen 17 und 23 Jahren. 27 sind Deutsche, überwiegend mit Migrationshintergrund, 12 stammen aus Syrien, Spanien, Marokko sowie der Türkei. Der überwiegende Teil der Festgenommenen war der Polizei bereits zuvor wegen Körperverletzung, Diebstahl oder Drogendelikten bekannt. Gegen die Verdächtigen wurden Ermittlungen wegen schweren Landfriedensbruchs und vollendeter oder versuchter gefährlicher Körperverletzung aufgenommen.
Von den 39 Tatverdächtigen stammen 10 aus Frankfurt, die anderen aus Offenbach, Hanau, Darmstadt, Limburg und Heidelberg. Gegen die Randalierer aus dem Umland wurde eine Aufenthaltsverbotsverfügung von 18 Uhr bis 6 Uhr für die Stadt Frankfurt ausgesprochen. Zudem solle der Aufenthaltsstatus der Tatverdächtigen geprüft werden.
Die Staatsanwaltschaft beantragte gegen keinen der Festgenommenen Haftbefehl. Bis zum 21. Juli waren alle wieder auf freiem Fuß. Laut Auskunft der Behörde lagen in keinem Fall Haftgründe wie Verdunklungs-, Flucht- oder Wiederholungsgefahr vor; ein Großteil der Verdächtigen seien Jugendliche oder Heranwachsende und in der Region „fest verwurzelt“.
Bis zum 24. August konnten zwölf Beschuldigte identifiziert werden, denen vorgeworfen wird, in der Tatnacht „mindestens eine Flasche oder einen anderen gefährlichen Gegenstand auf die Einsatzkräfte geworfen zu haben“. Die Polizei veröffentlichte im Rahmen einer Öffentlichkeitsfahndung Fotos von 21 weiteren, bisher unbekannten Tätern. Am 5. Oktober teilten Polizei und Staatsanwaltschaft mit, sie haben inzwischen 21 Verdächtige namentlich identifiziert, denen Beleidigung, Landfriedensbruch, Sachbeschädigung, tätliche Angriffe auf Vollstreckungsbeamte oder Körperverletzung vorgeworfen werde. Ein Beschuldigter habe 34 Flaschen, fünf Mülltonnen und einen E-Scooter geworfen.
Im Januar 2021 erhob die Staatsanwaltschaft Frankfurt Anklage gegen sieben Männer im Alter von 18 bis 31 Jahren wegen Landfriedensbruch in besonders schwerem Fall, tätlichem Angriff auf Vollstreckungsbeamte und versuchter gefährliche Körperverletzung. 11 weitere Verfahren wurden zur Anklageerhebung nach dem Jugendgerichtsgesetz an Staatsanwaltschaften in Gießen, Offenbach, Darmstadt, Wiesbaden und Osnabrück abgetreten.
Am 17. Februar 2021 verurteilte das Amtsgericht Frankfurt einen 20-jährigen Studenten wegen schweren Landfriedensbruchs, versuchter Körperverletzung und eines Angriffs auf Polizeibeamte zu 50 Arbeitsstunden. Außerdem muss der Delinquent 500 Euro an die Kinderhilfe zahlen und das Buch Deutschland im Blaulicht der Polizistin Tania Kambouri lesen.

## Reaktionen
Viele Reaktionen zogen eine Parallele zu den Ausschreitungen und Plünderungen in Stuttgart 2020, da sich dort ebenfalls spontan Personen aggressiv gegen die Polizei gewandt hatten, woraufhin sich viele der Anwesenden solidarisiert hatten.

### Politik
Der Frankfurter Oberbürgermeister Peter Feldmann (SPD) betonte in einer Stellungnahme, mit den Übergriffen auf Polizeibeamte sei eine rote Linie überschritten worden. Die Stadtverwaltung dürfe bei aller Nachsicht nicht zulassen, dass sich solche Szenen wiederholten. Die aus dem Umland zugereisten Tatverdächtigen bezeichnete er als „Krawalltouristen“ und betonte, er sei „extrem optimistisch, dass die Stadt die Situation auf dem Opernplatz wieder in den Griff bekommen wird“.
Als Folge der Ausschreitungen wurde ein an Wochenenden geltendes, bis zum 6. September 2020 befristetes Aufenthalts- und Betretungsverbot für einen Teil des Opernplatzes verordnet. Samstags und sonntags war es ab Mitternacht verboten, die Fläche um den Lucae-Brunnen vor der Alten Oper zu betreten. Zudem wurde dieser Bereich ab Mitternacht mit Flutlichtwagen des Technischen Hilfswerks ausgeleuchtet. Bis ein Uhr am Morgen wurde der gesperrte Bereich durch die Polizei vollständig geräumt. Bis fünf Uhr morgens durfte sich danach außer den Mitarbeitern der Frankfurter Stadtreinigung niemand im Sperrbereich des Opernplatzes aufhalten. Die Allgemeinverfügung wurde nach ihrem Auslaufen nicht verlängert, da die gewünschte Wirkung eingetreten sei.
Der Minister für Inneres, Bau und Heimat Horst Seehofer forderte mit Blick auf die Krawalle in Frankfurt mehr Respekt für die Polizei: „Wir brauchen die Rückkehr zu einem Grundkonsens in unserer Gesellschaft […] Polizeibeamte handeln im Auftrag der Gemeinschaft. Die schlägt man nicht, bespuckt man nicht, beleidigt man nicht.“
Der Geschäftsführer des Deutschen Städte- und Gemeindebundes, Gerd Landsberg, forderte im Kontext der Ausschreitungen in Stuttgart und Frankfurt, die Kommunen sollten in größeren Umfang ermächtigt werden, „für bestimmte Bereiche Alkoholverbote auszusprechen oder auch öffentliche Bereiche für bestimmte Zeiten zu sperren“.
Die Veröffentlichung von Fotos von Tätern im Rahmen einer Öffentlichkeitsfahndung wurde von Lokalpolitikern der Parteien Die Partei und Die Linke als unverhältnismäßig kritisiert.

### Polizei
Polizeipräsident Gerhard Bereswill nahm am 20. Juli auf einer eigens einberufenen Pressekonferenz Stellung. Die 500 bis 800 am Opernplatz Versammelten hätten gejubelt, wenn eine Flasche die Beamten getroffen habe. „Von der Qualität aber auch von der Anzahl ist das etwas, was ich in Frankfurt noch nicht erlebt habe.“
Thomas Mohr, Landesvorstand der Gewerkschaft der Polizei, bezeichnete die Randalierer als „auffällige junge Männer, die eine Integration in unsere Gesellschaft nicht wollen.“ Mohr zog eine Parallele zu den Ausschreitungen in Stuttgart im Vormonat: „Die Täter, erneut überwiegend junge Männer mit Migrationshintergrund, die keinen Respekt haben vor staatlichen Institutionen, kein Benehmen, keine Wertschätzung vor dem Eigentum anderer Menschen, keine Skrupel haben Menschen Gewalt anzutun.“

### Presse
In einem Kommentar für den Deutschlandfunk äußerte Ludger Fittkau Verständnis für Partys unter freiem Himmel, da aufgrund der COVID-19-Pandemie die Clubs geschlossen seien. Er ergänzt jedoch: „Aber was gar nicht geht: Junge Männer, mit oder ohne Migrationshintergrund, die Polizistinnen und Polizisten brutal attackieren, die einen Verletzen aus einer Schlägerei herausbringen wollen. Und hunderte Menschen, die dabeistehen und grölen ACAB: Die Abkürzung von „All cops are bastards“.“
Jan Fleischhauer kommentierte die Krawalle im Focus:

„Bei den Krawallen in Frankfurt und Stuttgart kam vor allem eines zum Vorschein: die totale Respektlosigkeit gegenüber den Ordnungskräften. Wer Bierflaschen auf Polizeibeamte schleudert, handelt im festen Gefühl, ihm könne nichts passieren.
Man kann es den jungen Leuten noch nicht mal verdenken: Es passiert ihnen ja auch nichts. Von den 39 Festgenommenen in Frankfurt waren schon 31 anderntags wieder auf freiem Fuß, die verbliebenen acht dann am Montag. Es ließe sich nicht nachweisen, dass die Bierflaschen auch tatsächlich einen Polizeibeamten getroffen hätten, erklärte die Staatsanwaltschaft.“

Simone Wagenhaus kommentierte für die Frankfurter Neue Presse: „Das Entsetzen über die Angriffe auf dem Opernplatz in Frankfurt ist billig, das Feindbild Polizei inzwischen gängig. Die Aggression muss Konsequenzen haben.“